# ツートライブ
ツートライブは、吉本興業所属のお笑いコンビ。2008年4月結成。NSC大阪校30期生。大阪市西区住みます芸人。THE SECOND 〜漫才トーナメント〜2025王者。

## メンバー
たかのり（1984年4月11日 - ）（41歳）
ツッコミ担当。
本名は、井上 尊教（いのうえ たかのり）。
広島県尾道市出身、広島県立尾道北高等学校、兵庫県立大学卒業。身長177 cm、体重61 kg。
「えてこまし」というギャグを持つ。2019年6月24日に結婚し、2021年3月9日、自身のSNSで第1子となる男児の誕生を報告。

周平魂 （しゅうへいだましい、1983年9月11日 - ）（41歳）
ボケ・ネタ作り担当。
本名は、池田 周平（いけだ しゅうへい）。
京都府京都市出身。帝塚山中学校・高等学校卒業、兵庫県立大学中退。身長169 cm、体重55 kg。
同じく吉本所属で3年先輩の池田周平（タナからイケダ）とは同姓同名。
2017年に大学時代から交際していた女性と結婚し、2020年4月22日、自身のSNSで第1子となる男児の誕生を報告。
初代秋定熟知王王者。

## 来歴
- 神戸商科大学（在学中に兵庫県立大学へ改組）の同級生として出会う[4][8]。大学1年時にコンビを組み、音楽ライブの合間に出演するなどの活動をしていた。2年時にはM-1グランプリに出場し、2回戦進出という成績を収める（当時のコンビ名は「ハッピーエンド」）[9]。それ以降はお笑いから離れ2人も会う機会が減っていたが、4年生の頃にこの先の人生に絶望して病んでいたたかのりが深夜のお笑い番組を観た際、自分もお笑いをやっていた頃の楽しかった時期を思い出し芸人への道を進もうと決めた。当初は誰も誘わずピンでNSCに入るつもりであったが、一緒にお笑いをやっていた周平魂にはそれを報告しようと考え、約1年以上ぶりに周平魂へ電話をして居酒屋に呼び出す。そんなたかのりと時を同じくして、実は周平魂も気持ちが病み不眠症のような日々が続いており、その際に聞いたラジオでお笑いへの熱が甦りつつあったところだった。そのタイミングで久々にたかのりから連絡があり、居酒屋で芸人になることを告げられたため周平魂も共に芸人になろうと決意し、一緒にNSCへ入学した。入学当初のコンビ名は「ラフキカク」。NSCでは上位5組が所属することが出来るAクラスに在籍していた[10]。
- 現在のコンビ名は、たかのりの祖先が海賊であるという話から周平魂が「ほんなら俺の祖先は山賊や」と張り合い、2つの部族という意味で「ツートライブ」としたのが由来。
- ミルクボーイ、金属バット、デルマパンゲと共に「漫才ブーム」というユニットライブを行なっている[11]。
- 同期のアイロンヘッド・バンビーノ・ミキ（昴生）・ダブルアートと共に「プラチナ5」というユニットを結成している[12]。
- 先輩の武智（スーパーマラドーナ）が率いる武智軍団に属している[13]。
- 2023年1月4日、『ラヴィット!』正月ｰ1GP!優勝[14]。
- 2025年『THE SECOND ～漫才トーナメント～』においてグランプリファイナルに進出。全国ネットの賞レースでは初めての決勝進出となった[15]。一回戦ではトップバッターながらグランプリファイナル史上最高得点となる「295点」を叩き出してモンスターエンジンに勝利。準決勝ではりけ～んず、決勝では囲碁将棋を下し優勝を成し遂げた[1]。

## 芸風
主にしゃべくり漫才で、周平魂がごく普通のことを格好つけながら話す「いきり漫才」を得意とする。1年で40本以上のネタを作るも、最終的に残るのは4～5本ほど。塙宣之（ナイツ）はこのスタイルを主張系と評価している。

## 賞レースでの戦績

### M-1グランプリ
| 開催年（回）     | 結果         | エントリー No. | 会場                 | 日時     | 備考                      |
| ---------------- | ------------ | -------------- | -------------------- | -------- | ------------------------- |
| 2009年（第9回）  | 2回戦進出    | 不明           | HEP HALL             | 11月15日 |                           |
| 2010年（第10回） | 3回戦進出    | 不明           | 京橋花月             | 11月21日 |                           |
| 2015年（第11回） | 2回戦進出    | 980            | テイジンホール       | 10月7日  |                           |
| 2016年（第12回） | 2回戦進出    | 1512           | 大丸心斎橋劇場       | 10月3日  |                           |
| 2017年（第13回） | 準々決勝進出 | 1361           | メルパルクホール大阪 | 11月2日  |                           |
| 2018年（第14回） | 準々決勝進出 | 2190           | なんばグランド花月   | 11月5日  |                           |
| 2019年（第15回） | 準々決勝進出 | 295            | なんばグランド花月   | 11月18日 |                           |
| 2020年（第16回） | 準々決勝進出 | 2205           | なんばグランド花月   | 11月16日 |                           |
| 2021年（第17回） | 準々決勝進出 | 2624           | ルミネtheよしもと    | 11月17日 |                           |
| 2022年（第18回） | 準々決勝進出 | 3786           | なんばグランド花月   | 11月15日 |                           |
| 2023年（第19回） | 準々決勝進出 | 5916           | なんばグランド花月   | 11月20日 | ラストイヤー。1回戦シード |

### THE SECOND 〜漫才トーナメント〜
| 年     | 結果       |
| ------ | ---------- |
| 2024年 | 選考会敗退 |
| 2025年 | 優勝       |

### その他
- 2017年 第38回 ABCお笑いグランプリ 決勝進出
- 2019年 第4回上方漫才協会大賞 文芸部門賞
- 2020年 田崎が賞レースを開催してくれる社長をなんばグランド花月に連れてきた×4 - 釣り竿を使うネタGP 優勝
- 2022年 第7回上方漫才協会大賞 文芸部門賞
- 2023年 第8回上方漫才協会大賞 文芸部門賞
- 2023年 ラヴィット!正月ｰ1GP!優勝
- 2024年 第9回上方漫才協会大賞 文芸部門名誉賞
- 2025年 第2回日本一早い賞レース ｢100×100｣ 準決勝進出（5位）

## 出囃子
- hardnox「fire like this」

## 出演

### テレビ
現在の出演番組
- やすとも・友近のキメツケ!※あくまで個人の感想です（関西テレビ） - VTR出演
- Y-Tube大賞（BSよしもと、2023年7月13日 - ）- 木曜日MC
- 千原ジュニアの座王（関西テレビ）- 不定期出演
- ウラマヨ!（関西テレビ）- 不定期出演
- かまいたちの机上の空論城（関西テレビ）- 不定期出演
- やすとものいたって真剣です（朝日放送） - 不定期出演

過去の出演番組
- 雨上がりの「Aさんの話」〜事情通に聞きました!〜（朝日放送、2017年12月 - 2019年3月） - 準レギュラー
- 和牛の以上、現場からお伝えしました。（関西テレビ、2020年4月 - 2021年3月）- 準レギュラー
- バズ★ナイトナマー!（毎日放送、2020年5月 - 12月）- レギュラー
- TSSライク!（テレビ新広島、2021年2月24日 - 2023年12月23日）
  - 水曜コーナー「週刊トレンド」（2021年2月24日 - 4月）- レギュラーリポーター
  - 金曜コーナー「ツートライブの広島魂」（2021年4月 - 2023年12月23日）- レギュラーリポーター
- 吉本超合金A（テレビ大阪）- 不定期出演
- マヨなか笑人（読売テレビ） -『わざわざリサーチ』のコーナー
- アキナ・和牛・アインシュタインのバツウケテイナー（サンテレビ）- 不定期出演
- ゆうドキッ!（奈良テレビ）- 不定期出演
- あさパラ!（読売テレビ）- 不定期出演

### ラジオ
現在のレギュラー番組
- MBSヤングタウンNEXT（MBSラジオ、2021年11月30日 - ）
- ツートライブの本当においしい肉は固くてまずい[20]（FM大阪、2025年5月1日 - ）

過去のレギュラー番組
- TENGA Presents Midnight World Cafe 〜TENGA茶屋〜（FM大阪、2020年4月4日 - 2025年4月26日）

### ネット配信番組

#### 単発・ゲスト出演
- もっともっとマンゲキ - 不定期出演
- マンゲキ発信!BUZZってミキ!（GAORA） - 不定期出演

## 単独ライブ
- 2014年
  - 6月20日 - 「ツートライブの30分」（5upよしもと/大阪）
- 2015年
  - 3月2日 - ツートライブの伝説の初90分単独公演「THE NUACE」（よしもと漫才劇場/大阪）
  - 9月18日 - 「ツート漫才ライブ4」（道頓堀ZAZA POCKET'S/大阪）
- 2016年
  - 5月31日 - 「ツート漫才ライブ10」（道頓堀ZAZA POCKET'S/大阪）
- 2017年
  - 2月9日 - 「ツートライブの日～THE NUANCE～」
  - 8月4日 - 「ツートライブくんのマジに真夏のニュアンス単独」（よしもと漫才劇場/大阪）
- 2018年
  - 2月16日 - 「振替休日、ツートライブの日～2/10（ツートライブの日）を抑えられない男たちのニュアンス単独～」（よしもと漫才劇場/大阪）
  - 8月18日 - ツートライブのニュアンス単独「ツートLIVE!6 大阪ツアーファイナル～ブチかましversion～inよしまん」（よしもと漫才劇場/大阪）
- 2019年
  - 2月9日 - 「THE ツートライブの日」（よしもと漫才劇場/大阪）
  - 4月13日 - 「咲き乱れ一本マイク」（よしもと漫才劇場/大阪）
  - 6月8日 - 「雨降って地固まった上の一本マイク、空には虹。」（よしもと漫才劇場/大阪）
  - 8月10日 - 「ある晴れた日の一本マイク、炎天下、遠くに蝉の声。」（よしもと漫才劇場/大阪）
  - 10月21日 - 「一本マイクの秋」（よしもと漫才劇場/大阪）
- 2020年
  - 2月10日 - 「正味のツートライブの日〜2時間10分のニュアンス」（よしもと漫才劇場/大阪）
- 2021年
  - 2月10日 - ツートライブ単独ライブ『真･ツートライブの日2021』（オンライン配信）
- 2023年
  - ツートライブ結成15周年！初漫才ツアー「闊歩旅」
    - 6月30日 - 兵庫・神戸三宮シアター・エートー
    - 7月15日 - 広島・広島市南区民文化センター
    - 8月12日 - 東京・よしもと有楽町シアター
    - 8月26日 - 愛知・大須演芸場
    - 9月10日 - 大阪・よしもと漫才劇場
    - 7月28日 - 京都・ARCDEUX
- 2024年
  - バスツアー「ツートライブの周波数は3329バスツアー～正味の外でカレー作って遊んで公開収録～」
    - 6月15日 - 大阪・大阪府立青少年自然の家

  - ツートライブ漫才ツアー「闊歩旅’24」
    - 8月17日 - 愛知・大須演芸場
    - 9月13日 - 東京・座・高円寺2
    - 10月26日 - 大阪・よしもと漫才劇場
- 2025年
  - バスツアー「ツートライブの周波数は3329公開収録〜プラネタリウムで星空見ながら耳肉ラジオ〜」
    - 6月15日 - 行き先：伊丹市～神戸市

  - ツートライブ漫才ツアー「闊歩旅’25」
    - 7月19日 - 埼玉・大宮ラクーンよしもと劇場
    - 8月30日 - 愛知・大須演芸場
    - 9月20日 - 大阪・よしもと漫才劇場